# Challenger de Kioto 2013
El All Japan Indoor Tennis Championships 2013 es un torneo de tenis profesional jugado en la alfombra. Es la 17 ª edición del torneo que fue parte de la ATP Challenger Tour 2013. Tuvo lugar en Kioto, Japón entre el 4 y el 10 de marzo.

## Cabeza de serie
| País                                  | Jugador           | Rank1 | Preclasificados |
| Bandera de Japón                      | Yuichi Sugita     | 137   | 1               |
| Bandera de Suiza                      | Marco Chiudinelli | 143   | 2               |
| Bandera de la República Popular China | Zhang Ze          | 162   | 3               |
| Bandera de Australia                  | John Millman      | 165   | 4               |
| Bandera de Japón                      | Hiroki Moriya     | 176   | 5               |
| Bandera de Polonia                    | Michal Przysiezny | 178   | 6               |
| Bandera de Alemania                   | Peter Gojowczyk   | 185   | 7               |
| Bandera de Alemania                   | Dominik Meffert   | 194   | 8               |
| ------------------------------------- | ----------------- | ----- | --------------- |

### Otros Participantes
Los siguientes jugadores recibieron comodines en el cuadro de individuales principal:
- Takuto Niki
- Masato Shiga
- Kento Takeuchi
- Yasutaka Uchiyama

Los siguientes jugadores recibieron la entrada del sorteo de clasificación:
- Hiroki Kondo
- Toshihide Matsui
- Adrian Sikora
- Michael Venus

## Campeones

### Individual Masculino
- John Millman  derrotó en la final a  Marco Chiudinelli por 4-6 6-4 7-6(7-2)

### Dobles Masculino
- Purav Raja /  Divij Sharan  derrotaron en la final a  Chris Guccione /  Matt Reid  por 6-4, 7-5